# Miorița și artele muzicale
Tema muzicală a Mioriței s-a aflat mereu în atenția marilor compozitori români. Din păcate prea puține proiecte au fost materializate, însă creațiile semnate de Paul Constantinescu, Nicolae Brânzeu, Emil Lerescu, Mircea Neagu, D.D. Stancu, Anatol Vieru, Sigismund Toduță, Valentin Timaru și Gheorghe Dumitrescu rămân reprezentative.
Interesul manifestat de etno-muzicologul Béla Bartók față de melosul folcloric românesc ca urmare a unor ample expediții în satele din Transilvania, s-a răsfrânt asupra compozitorului maghiar György Kósa. Acesta realizează un text muzical pentru soprană, flaut, violoncel, harpă și contrabas pornind de la o variantă a Mioriței, tradusă în limba maghiară de Imre Kádár, însă îndrumătorul compoziției a fost chiar B. Bartók. Să mai notăm momentul 1965, când la Viena are loc prima audiție a unei creații muzicale aparținând compozitorului austriac Karl Heinz Fussel, pe o temă similară, într-o partitură pentru tenor, soprană, cor de femei și cinci instrumentiști 